# Un nuevo amanecer
Un nuevo amanecer es una película argentina en blanco y negro dirigida por Carlos Borcosque sobre su propio guion escrito en colaboración con Jack Hall sobre argumento de Carlos A. Petit que se estrenó el 25 de noviembre de 1942 y que tuvo como protagonistas a Carlos Cores, Silvia Legrand, Elena Lucena y Semillita.

## Sinopsis
Un joven retorna a su barrio luego de pasar diez años encerrado en un reformatorio.

## Reparto
- Enrique Chaico
- Carlos Cores
- Eduardo Cuitiño
- Alberto de Mendoza
- Pedro Fiorito
- Silvia Legrand
- Elena Lucena
- Semillita
- Froilán Varela
- Aída Villadeamigo
- Carlos Díaz
- Warly Ceriani

## Comentarios
Manrupe y Portela escribieron que la película era un “Dramón en el que el director aborda una vez más el tema del joven marginal que intenta integrarse a la sociedad” y el crítico Calki opinó en el diario El Mundo del filme:

”Un tema de tono dramático…pretendió el argumentista pintar el clima y personajes de barrio, humanos y locales, pero en pocos momentos ofrece la pueril historieta…aspectos de realidad”